# ويليام د. إدواردز
ويليام د. إدواردز (بالإنجليزية: William D. Edwards)‏ هو عسكري أمريكي، ولد في 1849 في بروكلين في الولايات المتحدة، وتوفي في 24 يناير 1903 في واشنطن العاصمة في الولايات المتحدة.